# حيدر أباد (ألقورات)
حیدر أباد (بالفارسية: هادرباد علیا) هي مستوطنة تقع في إيران في قسم ألقورات الريفي. يقدر عدد سكانها بـ 76 نسمة .